# Буслаев, Иван Ефимович
Иван Ефимович Буслаев (22 декабря 1903, с. Всеволодчино, Саратовская губерния — 30 мая 1967, Белая Церковь, Киевская область) — советский военный деятель, Генерал-майор (25.10.1943). Герой Советского Союза (26.10.1943).

## Начальная биография
Иван Ефимович Буслаев родился 22 декабря 1903 года в селе Всеволодчино ныне Балтайского района Саратовской области. Образование неполное среднее (окончил 5 классов).

## Военная служба

### Довоенное время
В 1925 году был призван в ряды РККА.
Закончил военную пехотную школу, курсы усовершенствования командного состава «Выстрел» и Военную академию Генерального штаба.
Командовал взводом, пулемётной ротой, батальоном. С 1937 по 1938 годы участвовал в ходе Гражданской войны в Испании. С 1938 года — командир стрелкового полка.

### Великая Отечественная война
С началом Великой Отечественной войны воевал на фронтах войны. Принимал участие в Сталинградской и Курской битвах, освобождении Украины, Молдавии, Румынии, Польши и Чехословакии.
Летом 1941 года в боях проявил мужество и отвагу, одним из первых награждён орденом Ленина за участие в Великой Отечественной войне, а его полк получил звание гвардейского. Был тяжело ранен.
После госпиталя в феврале 1942 года назначен заместителем командира 7-й Эстонской стрелковой дивизии, через три месяца назначен командиром 6-й истребительной артиллерийской бригады. С 22 июня 1943 года — командир 213-й стрелковой дивизии. В составе 7-й гвардейской армии генерала М. С. Шумилова дивизия принимала участие в Курской битве, где в ходе оборонительного сражения на южном фасе внесла свой вклад в отражение вспомогательного удара армейской группы «Кемпф», но при этом за несколько дней понесла значительные потери (2 468 человек общих потерь).
Отличился в ходе битвы за Днепр.
Указом Президиума Верховного Совета СССР от 26 октября 1943 года за отвагу, мужество и умелое командование частями дивизии при форсировании Днепра, захвате и удержании плацдарма на правом берегу реки полковнику Ивану Ефимовичу Буслаеву присвоено звание Героя Советского Союза с вручением ордена Ленина и медали «Золотая Звезда» (№ 1479).

### Послевоенная карьера
В 1956 году генерал-майор Иван Ефимович Буслаев вышел в отставку.
Умер 30 мая 1967 года в городе Белая Церковь Киевской области.

## Награды
- Медаль «Золотая Звезда»;
- Два ордена Ленина (1941, 1943);
- Четыре ордена Красного Знамени (1938, 1945, 1946, 1955);
- Орден Суворова 2-й степени (1945);
- Орден Кутузова 2-й степени (1944);
- Орден Отечественной войны 1-й степени (1943);
- Орден Красной Звезды (1944);
- Медаль «За оборону Сталинграда»;
- Четыре другие медали.

## Память
Памятный знак в селе Заполички (Верхнеднепровский район, Днепропетровская область, Украина)